# Новониколаевский (Волгоградская область)
Новониколаевский — рабочий посёлок, административный центр Новониколаевского района Волгоградской области России.

## География
Рабочий посёлок Новониколаевский расположен в 310 км к северо-западу от Волгограда.

## История
На месте нынешнего райцентра до 1870 года были расположены пять озёр. Всё изменилось в связи со строительством железной дороги «Грязи—Царицын».
Первый поезд до станции Филоново прошёл 26 декабря 1870 года. К этому времени невдалеке от вокзала была лишь одна землянка рабочих железнодорожников. Вскоре с ближайших населённых пунктов сюда переселились зажиточные семьи. Вновь образованный хутор получил название Новониколаевский. Хутор относился к юрту расположенной на реке Хопёр станицы Михайловской.
Население стало быстро расти. В 1884 году было уже 140 дворов. Согласно переписи населения 1897 года на хуторе Новониколаевский проживало уже 377 мужчин и 351 женщина. Большинство населения было неграмотным: из них грамотных мужчин — 99, грамотных женщин — 30.
Согласно алфавитному списку населённых мест Области Войска Донского 1915 года земельный надел хутора составлял 3803 десятин, нижней — 3741, на хуторе проживало 470 мужчин и 580 женщин, в каждой части имелось своё хуторское правление и приходское училище.
В середине 1928 года состоялось совещание представителей Михайловского, Новониколаевского и Купавского исполкомов, а также сельсоветов, входящих в будущий район. Все высказались за создание центра района при станции Алексиково, в станице Новониколаевской.
В станице имелась паровая мукомольная мельница, крепкие кооперативные организации, ссыпные пункты, яично-масляничный склад и т. д. Здесь проводилась двухнедельная ярмарка.
Решением исполкома Сталинградского областного Совета депутатов трудящихся от 9 января 1958 года станица Ново-Николаевская отнесена к категории рабочих посёлков, с присвоением наименования — рабочий посёлок Ново-Николаевский.

## Население
| 1897 | 1915 | 1939 | 1959 |
| ---- | ---- | ---- | ---- |
| 738  | 1050 | 5344 | 8224 |

| 1970  | 1979    | 1989    | 2002    | 2009  | 2010  | 2012  | 2013  | 2014  |
| ----- | ------- | ------- | ------- | ----- | ----- | ----- | ----- | ----- |
| 9895  | ↗10 300 | ↗10 795 | ↘10 228 | ↘9357 | ↗9931 | ↘9747 | ↘9561 | ↘9425 |
| 2015  | 2016    | 2017    | 2018    | 2019  | 2020  | 2021  |       |       |
| ↗9557 | ↗9693   | ↘9678   | ↘9591   | ↘9495 | ↗9541 | ↘9059 |       |       |